# Tyson Apostol
Tyson Apostol (17 de junho de 1979) é um participante do reality show Survivor, tendo participado de Survivor: Tocantins e Survivor: Heróis contra Vilões.

## Antes do Survivor
Tyson Apostol nasceu em Lindon, Utah e atualmente mora na cidade de Heber City, Utah onde é proprietário de uma loja de bicicletas e artigos de ciclismo. Tyson foi ciclista profissional na Suíça, Bélgica e Áustria. Ele abandonou a Brigham Young University, onde estava matriculado e passou dois anos nas Filipinas como missionário mórmon.

## Survivor: Tocantins
Antes de sua chegada ao planalto brasileiro, Tyson já estava pré-selecionado para compor a tribo Timbira em Survivor: Tocantins. Nos dois primeiros episódios da temporada, Tyson estava agregado à aliança majoritária do acampamento Timbira, trabalhando em particular com Benjamin "Coach" Wade, que nomeou Tyson como seu “assistente”.
No episódio três Coach e Tyson queriam enganar e eliminar Erinn Lobdell e ignorar a doença de Jerry Sims, mas o restante da tribo não concordou com esta estratégia e optaram por eliminar Jerry. Após a fusão das tribos, Tyson conquistou a primeira imunidade individual da temporada, prevalecendo sobre Debbie Beebe neste desafio.
No episódio seguinte, intitulado "The Biggest Fraud in the Game", Tyson conquistou nova imunidade garantindo-se uma chance em nove de ganhar o prêmio da temporada, nesta oportunidade Tyson e Coach se aliaram a Stephen Fishback, James "J.T." Thomas, Jr e Debbie para forma a “aliança guerreira”, que enganou e eliminou Brendan Synnott com a ajuda de Erinn e Taj.
No episódio "It's Funny When People Cry" Sierra Reed, aliada de Brendan, eliminado no último Conselho Tribal era a cogitada para ser eliminada, mas J.T. e Stephen decidiram que Tyson era uma ameaça maior que Sierra e o enganaram e eliminaram com 5-3 votos e Tyson se tornou o segundo membro do Júri desta temporada.
Jeff Probst, afirmou que Tyson era um de seus participantes favoritos desta temporada por ser maníaco e imprevisível.

## Survivor: Heroes versus Villains
Em 2010, Tyson retorna ao programa, na edição comemorativa pelo décimo aniversário da série, intitulada Survivor: Heróis contra Vilões. Pelo seu estilo de jogo prévio, Tyson foi designado para a tribo dos Vilões. A tribo de Tyson dominou nos desafios iniciais por imunidade e, depois de formar uma aliança com Jerri Manthey, Randy Bailey e Coach, Tyson se sentiu seguro aliando-se com Rob Mariano, Sandra Diaz-Twine e Courtney Yates ao lado de Coach e Jerri. Esse grupo estava no controle da tribo com enorme vantagem sobre a aliança de Russell Hantz, Parvati Shallow e Danielle DiLorenzo.
A tribo Villains eventualmente perdeu uma Prova de Imunidade e teve que eliminar alguém. Rob sabia que Russell havia encontrado um Ídolo de Imunidade e direcionou sua aliança a dividir os votos de modo que, se Russell desse o Ídolo para Parvati, Russell seria eliminado, caso ele mesmo usasse o Ídolo, Parvati seria eliminada. Tyson falhou em aderir ao plano onde ele deveria votar em Russell, dividindo os votos de sua aliança igualmente entre Parvati e Russell. Entretanto, Tyson mudou seu voto e votou em Parvati e, quando Russell entregou a esta o Ídolo de Imunidade, todos os votos contra Parvati foram negados, ocasionando a eliminação do segundo mais votado: Tyson. Tyson saiu do programa no 15º dia de competição com uma votação de 3-2-0 votos.
Se Tyson tivesse seguido o plano original de Rob, mesmo com Parvati tendo utilizado o Ídolo de Imunidade, Russell e Tyson ficariam empatados com 3-3 votos e Russell, provavelmente, seria eliminado na nova votação que ocoreria. Tyson ter auto provocado sua eliminação foi considerada uma das jogadas mais burras da história de Survivor.

## Participação em episódios de Survivor
Tyson participou em 23 episódios de Survivor e permaneceu 27 dias na competição em sua estada no Brasil e 15 dias em Samoa, quando participou de Survivor: Heroes vs. Villains. Ao todo, Tyson já competiu 42 dias de Survivor.
| #  | Ano  | Temporada                                     | Episódio                                                    | Data de transmissão | Tribo           |
| -- | ---- | --------------------------------------------- | ----------------------------------------------------------- | ------------------- | --------------- |
| 1  | 2009 | Survivor: Tocantins – The Brazilian Highlands | Let's Get Rid of the Weak Players Before We Even Start      | 12 de fevereiro     | Timbira         |
| 2  | 2009 | Survivor: Tocantins – The Brazilian Highlands | The Poison Apple Needs to Go                                | 19 de fevereiro     | Timbira         |
| 3  | 2009 | Survivor: Tocantins – The Brazilian Highlands | Mama Said There'd Be Days Like This                         | 26 de fevereiro     | Timbira         |
| 4  | 2009 | Survivor: Tocantins – The Brazilian Highlands | The Strongest Man Alive                                     | 5 de março          | Timbira         |
| 5  | 2009 | Survivor: Tocantins – The Brazilian Highlands | You're Going to Want that Tooth                             | 12 de março         | Timbira         |
| 6  | 2009 | Survivor: Tocantins – The Brazilian Highlands | The First Fifteen Days                                      | 25 de março         | Timbira         |
| 7  | 2009 | Survivor: Tocantins – The Brazilian Highlands | One of Those Coach Moments                                  | 2 de abril          | Timbira → Forza |
| 8  | 2009 | Survivor: Tocantins – The Brazilian Highlands | The Dragon Slayer                                           | 9 de abril          | Forza           |
| 9  | 2009 | Survivor: Tocantins – The Brazilian Highlands | The Biggest Fraud in the Game                               | 16 de abril         | Forza           |
| 10 | 2009 | Survivor: Tocantins – The Brazilian Highlands | It's Funny When People Cry                                  | 23 de abril         | Forza → Júri    |
| 11 | 2009 | Survivor: Tocantins – The Brazilian Highlands | They Both Went Bananas                                      | 30 de abril         | Júri            |
| 12 | 2009 | Survivor: Tocantins – The Brazilian Highlands | The Ultimate Sacrifice                                      | 7 de maio           | Júri            |
| 13 | 2009 | Survivor: Tocantins – The Brazilian Highlands | The Martyr Approach                                         | 14 de maio          | Júri            |
| 14 | 2009 | Survivor: Tocantins – The Brazilian Highlands | I Trust You But I Trust Me More                             | 17 de maio          | Júri            |
| 15 | 2009 | Survivor: Tocantins – The Brazilian Highlands | Survivor: Tocantins - The Brazilian Highlands - The Reunion | 17 de maio          | Júri            |
| 16 | 2010 | Especial                                      | Surviving Survivor                                          | 4 de fevereiro      |                 |
| 17 | 2010 | Survivor: Heroes vs. Villains                 | Slay Everyone, Trust No One                                 | 11 de fevereiro     | Villains        |
| 18 | 2010 | Survivor: Heroes vs. Villains                 | It's Getting the Best of Me                                 | 18 de fevereiro     | Villains        |
| 19 | 2010 | Survivor: Heroes vs. Villains                 | That Girl Is Like a Virus                                   | 25 de fevereiro     | Villains        |
| 20 | 2010 | Survivor: Heroes vs. Villains                 | Tonight, We Make Our Move                                   | 4 de março          | Villains        |
| 21 | 2010 | Survivor: Heroes vs. Villains                 | Knights of the Round Table                                  | 11 de março         | Villains        |
| 22 | 2010 | Survivor: Heroes vs. Villains                 | Banana Etiquette                                            | 24 de março         | Villains        |
| 23 | 2010 | Survivor: Heroes vs. Villains                 | Survivor: Heroes vs. Villains - The Reunion                 | 16 de maio          |                 |